# Rhizomastigidae
Rhizomastigidae es una familia de Amoebozoa, que al igual de otras arqueamebas se caracterizan por la ausencia de mitocondrias, que se supone que las han perdido al adaptarse a medios con escasez o ausencia de oxígeno. Se conoce un solo género, Rhizomastix, que también se clasifica en su propio orden. Son ameboflagelados que viven como simbiontes intestinales de insectos y anfibios, con un único flagelo y movimiento lento. El cono microtubular se ha modificado en un rizostilo.